# Kathrin Lemme
Kathrin Lemme (* 1968 in Göttingen) ist eine deutsche  Filmproduzentin.

## Leben
Kathrin Lemme studierte Rechtswissenschaften an der  Freien Universität Berlin und absolvierte ihr Rechtsreferendariat in Berlin und São Paulo. Bereits während der Studienzeit arbeitete Lemme als  Agentin für Drehbuchautoren. Anschließend studierte sie Produktionsmanagement im Aufbaustudium Film der Universität Hamburg, der heutigen Hamburg Media School bei Hark Bohm. Bereits während des Studiums wurde sie im Jahr 2000 als Produzentin des Filmes 3 Tage 44, mit Matthias Schweighöfer in der Hauptrolle, mit dem Studio-Hamburg Nachwuchspreis in Bronze und dem Gerling Produzenten Preis auf den 29. Internationalen Studentenfilmtagen ausgezeichnet.
Nach ihrem Abschluss arbeitete sie als Produzentin für Studio Berlin Metropol Film und für die TFC Trickompany in Hamburg. Lemme gründete 2002 ihre erste und 2013 ihre zweite eigene Produktionsfirma und ist seit 2006 Professorin für Medienwirtschaft.
Kathrin Lemme lebt in Hamburg.

## Produktionsfirmen
Kathrin Lemme fungiert als Geschäftsführerin zweier Filmproduktionsfirmen. 2002 gründete Lemme in Hamburg die Lemme Film GmbH. Das Firmenkonzept sieht in erster Linie die Produktion abendfüllender Dokumentarfilme vor. 2013 gründete sie in Berlin, gemeinsam mit dem Autor und Filmregisseur  Chris Kraus, die Four Minutes Fimproduktion GmbH. Produziert werden „hochwertige, publikumswirksame und künstlerisch anspruchsvolle Filme für den nationalen und internationalen Kinomarkt“.

## Professur
Seit 2006 hat Kathrin Lemme die Professur für Medienwirtschaft an der Technischen Hochschule Ostwestfalen-Lippe inne, wo sie u. a. gemeinsam mit dem damaligen Intendanten der  Deutschen Welle, Erik Bettermann lehrt.
Seit Oktober 2022 ist Kathrin Lemme Studiengangsleiterin für den Masterstudiengang Film an der Hamburg Media School. 

## Filmografie
- 2000: Highway Society / Sehnsucht nach Jack
- 2000: 3 Tage 44
- 2005: Die glücklichsten Menschen der Welt
- 2007: Das Dorforchester
- 2007: Eisenfresser
- 2008: Birdies
- 2010: Eigene Wege
- 2010: 12 Monate Deutschland
- 2010: Shosholoza Express
- 2013: Intensivstation
- 2016: Parchim International
- 2016: Die Blumen von gestern
- 2017: Sommer ’89 (Er schnitt Löcher in den Zaun) (Musikvideo, Projektleitung)

## Auszeichnungen der Produktionen von Lemme Film
Eisenfresser
- Adolf-Grimme-Preis 2010[9]
- Bester Dokumentarfilm – Hachenburger Filmfest 2008[10]
- Bester Dokumentarfilm – achtung berlin – new berlin film awards 2008[11]
- 1. Preis – Internationaler Wettbewerb des Festivals Film South Asia in Katmandu, Nepal 2007[11]
- 1. Preis – Le Festival International Du Film D´Enviornnement, Paris 2007[11]
- 1. Preis – Internationaler Wettbewerb des Tel-Aviv International Documentary Film Festivals 2008[11]
- 1. Preis – Eine-Welt-Film-Preis NRW 2007[11]
- EPD Film des Monats Juni 2008[11]

Shosholoza-Express
- Zitty-Leserjury-Preis – achtung berlin – new berlin film awards 2010[13]
- Bester mittellanger Film – achtung berlin – new berlin film awards 2010[14]
- 1. Preis – Eine-Welt-Film-Preis NRW 2011[14]
- Besondere Erwähnung Mirasdoc[14]
- Besondere Erwähnung Montreal Black Film[14]

## Auszeichnungen der Produktionen von FOUR MINUTES Filmproduktion
Die Blumen von gestern
- Tokyo Grand Prix beim Tokyo International Film Festival 2016[15]
- Publikumspreis beim Tokyo International Film Festival 2016[16]
- Baden-Württembergischer Filmpreis auf der Filmschau Baden-Württemberg 2016[17]